# I hennes skor
I hennes skor är en amerikansk långfilm från 2005 i regi av Curtis Hanson. Baserad på boken med samma namn av Jennifer Weiner.

## Handling
Filmen handlar om två systrar: Maggie som är sexig men ansvarslös (Diaz), och Rose som är oattraktiv men smart (Collette).
Rose jobbar på advokatbyrå och har ett förhållande med en kollega, Jim. När Maggie har blivit vräkt från sin pappa och styvmor och ännu en gång är utan jobb får hon tillfälligt flytta in hos sin syster Rose. Men när Rose upptäcker henne i säng med Jim kastar hon ut Maggie. Medan Maggie flyttar till deras mormor Ella i Miami säger Rose upp sig från advokatbyrån och börjar försörja sig genom att gå ut med andras hundar.
Deras mormor tycker att systrarna måste bli vänner igen och skickar en flygbiljett till Rose. Roses nya karriär och hennes nye fästman gör att hon känner sig bättre och Maggie har fått ökat självförtroende av att jobba med gamla på ett pensionärshem, då en pensionerad lärare lär henne läsa. Mognare och med erfarenhet av livet kan båda systrarna till slut återförenas som bästa vänner.

## Skådespelare
- Cameron Diaz - Maggie Feller
- Toni Collette - Rose Feller
- Shirley MacLaine - Ella Hirsch
- Mark Feuerstein - Simon Stein
- Ken Howard - Michael Feller
- Candice Azzara - Sydelle Feller